# Gonepteryx chitralensis
Gonepteryx chitralensis är en fjärilsart som först beskrevs av Moore 1905.  Gonepteryx chitralensis ingår i släktet Gonepteryx och familjen vitfjärilar.
Artens utbredningsområde är Pakistan. Inga underarter finns listade i Catalogue of Life.